# La Chapelle-Hareng
La Chapelle-Hareng è un comune francese di 84 abitanti situato nel dipartimento dell'Eure nella regione della Normandia.

## Società

### Evoluzione demografica
Abitanti censiti